# Teufelsstein (Haardt)
Der Teufelsstein im Pfälzerwald bei der pfälzischen Kreis- und Kurstadt Bad Dürkheim in Rheinland-Pfalz ist ein Berg mit einer Höhe von 318 m ü. NHN. Sein Name stammt von einem gleichnamigen Monolithen auf seiner Kuppe, der, wie Bearbeitungsspuren zeigen, in früherer Zeit als Kultobjekt diente.

## Geographie

### Lage
Der Berg nördlich von Grethen, einem Stadtteil von Bad Dürkheim, gehört als Südostläufer zum Bergmassiv des 494 m hohen Peterskopfes. Das Massiv liegt in der Haardt nördlich des Durchbruchs der Isenach aus dem Mittelgebirge in die Hügellandschaft an der Deutschen Weinstraße. Vom Gipfel des Teufelssteins, der heute bewaldet ist, bietet sich eine Rundumsicht über die Rheinebene im Osten, den Pfälzerwald im Westen sowie dessen Ostrand, die Haardt, die sich nach Norden und nach Süden erstreckt.

### Umgebung
Ein südlicher Vorberg, der ebenfalls zum Massiv des Peterskopfes gehörende 300 m hohe Kästenberg (pfälzisch für Kastanienberg), trägt die Überreste der Heidenmauer, einer großen keltischen Siedlung mit 2,5 km langer Ringmauer, die um 500 v. Chr. errichtet wurde, sowie des römischen Steinbruchs Kriemhildenstuhl, der bis ins 4. Jahrhundert n. Chr. in Gebrauch war. Der Brunhildisstuhl, auch Brunholdisstuhl, wenige Meter nordöstlich des Kriemhildenstuhls war vermutlich ebenfalls ein römischer Steinbruch.

## Geschichte

### Name
Der Teufelsstein, der dem Berg den Namen gegeben hat, ist ein etwa 2,5 m hoher und bis zu 4 m breiter Felsen auf 312 m Höhe rund 250 m südöstlich des Gipfels. Fünf übereinander eingehauene Stufen führen treppenartig nach oben, wo sich eine Vertiefung befindet, die als Opferschale für religiöse Riten der vormaligen, vermutlich keltischen Benutzer gedeutet wird und von der aus eine sogenannte Blutrinne neben den Stufen nach unten verläuft. Zudem trägt der Fels zahlreiche eingehauene Symbole, die aus verschiedenen Zeiträumen stammen: Neben Sonnenrädern, Runen und römischen Ziffern lassen sich einige Markierungen feststellen, die an Steinmetzzeichen des 12. und 13. Jahrhunderts erinnern. Alten Beschreibungen zufolge müssen früher auch noch zwei grob skizzierte menschliche Figuren sowie weitere Einritzungen sichtbar gewesen sein, die inzwischen verwittert sind oder absichtlich zerstört wurden. In der näheren Umgebung des Teufelssteins liegen einige große Steine, welche die Reste einer ehemaligen Umfriedung des Gipfelplateaus darstellen könnten.

### Sage vom Teufelsstein
In der Gegend wird folgende Sage erzählt:

„Einst, als auf dem Berg gegenüber dem Teufelsstein das Kloster Limburg errichtet wurde, missbrauchten die Mönche den Teufel als Bauhelfer. Sie hatten ihm weisgemacht, ein Wirtshaus bauen zu wollen, und ihn auf diese Weise bewogen, die riesigen Steinquader aufeinanderzutürmen. Erst als nach Fertigstellung der Anlage die Glocken zur feierlichen Weihe der Basilika riefen, bemerkte der Teufel den Betrug. Voller Grimm wollte er auf dem gegenüberliegenden Berg den gewaltigen Felsblock ergreifen und auf das neue Kloster schleudern. Doch Gott beschützte die Mönche, der Stein wurde weich wie Butter. Da setzte sich der Teufel darauf, und sein Hintern, seine Füße und sein Schwanz hinterließen Abdrücke, die noch bis zum heutigen Tag sichtbar sind…“

Franz Weiß hat in dem von ihm herausgegebenen Buch Die malerische und romantische Rheinpfalz der Sage vom Teufelsstein ein episches Gedicht gewidmet, das folgendermaßen endet:

„Noch ruhet auf derselben Stelle
ein stummer Zeuge und allein,
wo er entfiel dem Herrn der Hölle,
auf hohem Berg – der Teufelsstein.“

### Gondelbahn
Von 1973 bis 1981, als der Betrieb wegen fehlender Rechte untersagt wurde, führte eine Gondelbahn vom Festgelände des Dürkheimer Wurstmarkts, den Brühlwiesen, in nordwestlicher Richtung hinauf auf den Teufelsstein. In den folgenden Jahrzehnten wurde die Anlage teilweise durch Vandalismus zerstört und ab März 2018 gänzlich abgebaut.